# Postérité des Goths en Europe occidentale
La postérité des goths est considérable au regard des traces laissées par leurs périples en Europe. Ceci est dû au fait que leurs royaumes  ont perduré suffisamment longtemps notamment en Hispanie pour que leur art, agrémenté parfois de motifs floraux comme sur les frises inspirées des Mudéjars, se développe jusqu'au bas Moyen Âge et se diffuse en tant qu'alternative à l'art roman
Par la suite, le mot « gothique » fut utilisé a posteriori, pour nommer, dans une acception péjorative, l'architecture dite gothique  : l'art ainsi qualifié de « gothique » aurait été l'art des Goths, autrement dit des « barbares » qui auraient oublié les techniques et les canons romains. Cependant, l'architecture ogivale a d'autant moins à voir avec les Goths qu'elle est née six siècles plus tard en Île-de-France où ils ne sont jamais passés.

En plus de la transmission linguistique du gotique, l'héritage gothique concerne également les toponymes et les patronymes familiaux issus des terres où ils vécurent.

## Perception par les historiens

### Historiographie italienne

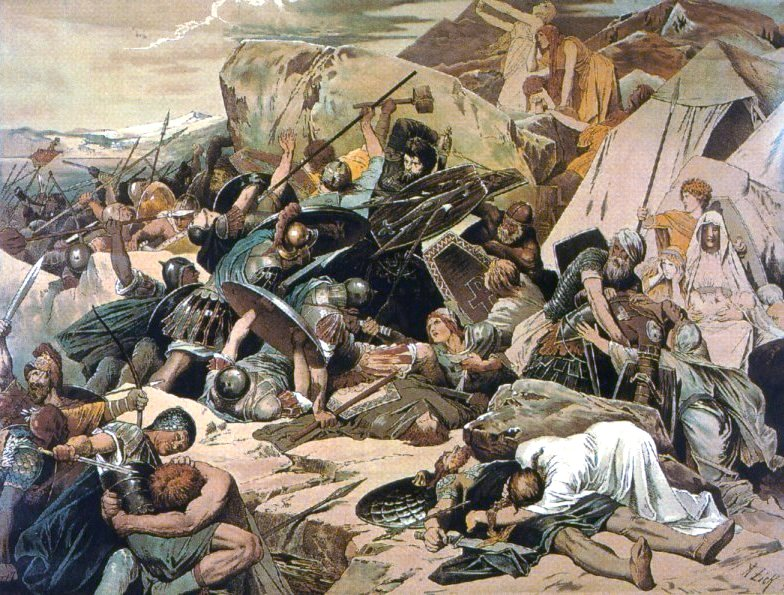
La bataille du mont Lactarius (vue d'artiste XIXe siècle), proche des pentes du Vésuve, voit en 553 la défaite des Ostrogoths d'Italie face à l'Empire romain d'Orient.

Pendant l'Antiquité tardive, les chroniqueurs chrétiens de Rome présentèrent  les Ostrogoths comme des barbares qui provoquèrent la chute de l'Empire romain puisqu'ils participèrent aux sacs de Rome de 410, 543 et 550. Hormis dans le cadre strict de fouilles à Ravenne, le legs des Goths est plutôt mince et peu considéré en Italie.
La postérité des Goths en Europe occidentale tient plus au royaume wisigoth qu'au royaume ostrogoth, puisque ce dernier disparut prématurément. En effet, après une dernière défaite au mont Lactarius, le nom des Ostrogoths tomba dans l'oubli. La nation s'était pratiquement dissoute après la mort de Théodoric. La chance de former en Italie un État réunissant des éléments romains et germaniques, comme ceux qui surgirent par la suite en Gaule, en Espagne, puis dans les régions de l'Italie sous la souveraineté lombarde, fut ainsi perdue.
En conséquence, la place occupée par les Goths dans la mémoire espagnole diffère de celle qu'ils tiennent dans la mémoire italienne : dans ce dernier cas, les Goths ne furent qu'un envahisseur temporaire, supplanté par les Lombards, alors qu'en Espagne ils surent constituer un élément important de la nation hispanique au haut Moyen Âge.

### Historiographie espagnole

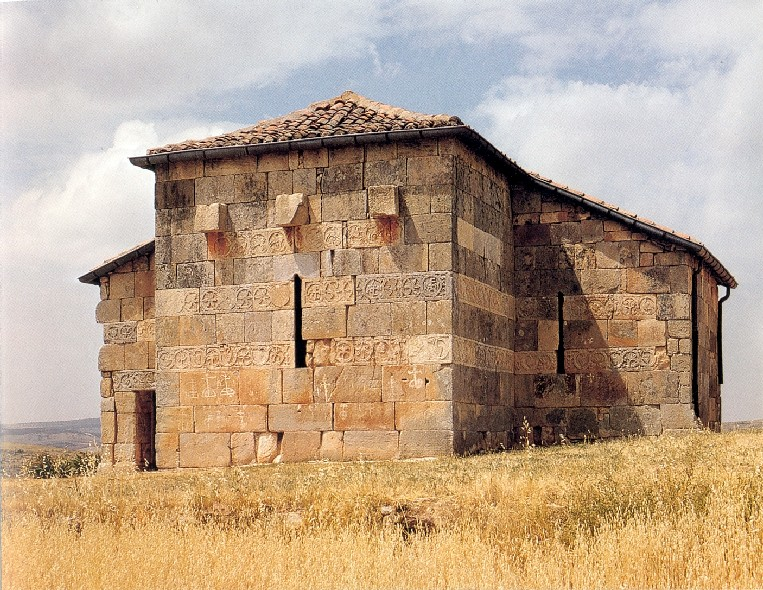
Construction à Santa Maria de Lara VIIIe siècle. Burgos (Espagne) Voir :art wisigoth.

Les Wisigoths qui ont colonisé Tolède étaient déjà dans l'ensemble romanisés, ce qu'une découverte archéologique, typiquement wisigothe du VIIe et VIIIe siècles, étaie,. En 711,  le  royaume Wisigoth d’Hispanie fut presque entièrement détruit par les  musulmans.  Peu après la défaite de 711, Pélage, un noble wisigoth apparenté au roi Rodéric, une partie de la noblesse wisigothe et les derniers partisans de la monarchie wisigothique ainsi que 300 guerriers, fuyant les Maures, se sont réfugiés en Asturies, et ont alors fondé en 718 un royaume chrétien. Ils s'y établirent définitivement avec le peuple  astures, d’origine celtique, en tant que Royaume indépendant des Asturies  en 722 .  Ils commencèrent la Reconquête la même année  défiant les Omeyyades à la Bataille de Covadonga. C'est ainsi que les Wisigoths participèrent pour une part importante à l'histoire espagnole. L'héritier du trône espagnol porte encore aujourd'hui le titre de "Prince des Asturies" même si cette région ne fut jamais un véritable établissement wisigoth.
F. Navarro Villoslada (1818-1895) dans son article Covadonga (1857) dans le journal culturel et scientifique espagnol El Museo Universal, écrit  sur les goths de Pélage :

« Avec une telle vie, leur esprit et leur corps ont été revigorés en même temps. Ils n'étaient plus les Wisigoths lâches et efféminés de Witiza, ils étaient les dignes descendants de cette race teutonne venue mêler son sang à celui du Bas Empire pour sauver la civilisation européenne, ils étaient ces fils du Nord que l'on appelait le fléau de Dieu. »

Pélage et ses successeurs se réclamèrent être les continuateurs de l'Espagne wisigothe et les ceux-ci marqueront encore pendant longtemps les esprits de la péninsule et du Sud-Ouest de la France. En effet,  jusqu'au milieu du XVIIIe siècle, la noblesse espagnole qui se disait descendre de la noblesse wisigothe jouissait d'un certain prestige et l'ancienne capitale royale, Tolède, perdue en 712, resta un symbole fort pendant longtemps puisque, même si elle n'a été reprise par les chrétiens qu'en 1085, elle leur servira de nouveau de capitale. 

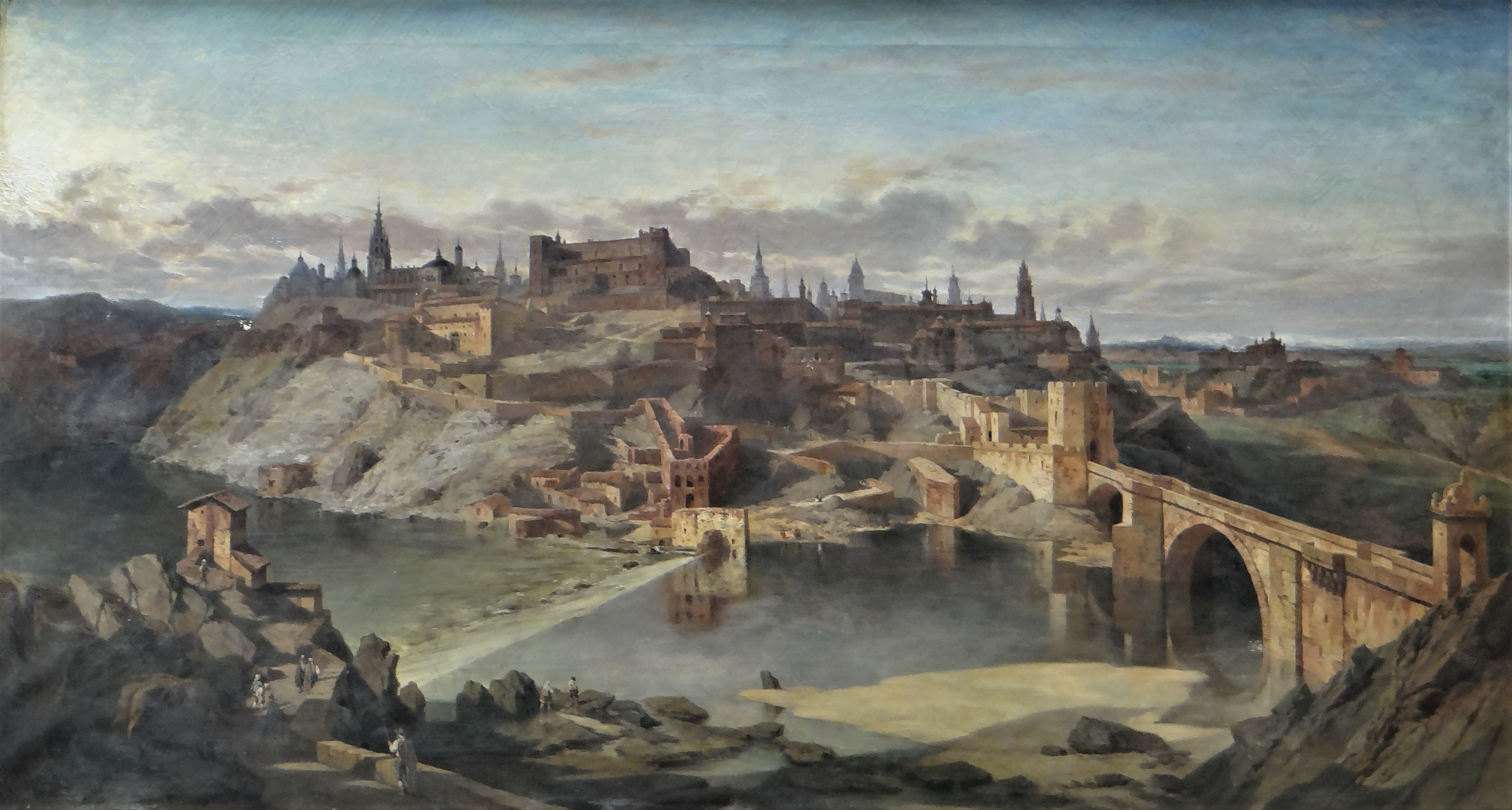
Musée d'art et d'archéologie du Périgord - Adrien Dauzats - Vue de Tolède capitale du Royaume Wisigoth d´Espagne.

D'autres Wisigoths, qu'ils soient ariens ou de confession chrétienne trinitaire, refusèrent d'adopter la foi musulmane ou de vivre selon ses règles et se sauvèrent dans les royaumes francs ou en Septimanie wisigothe ; quelques décennies plus tard, ils jouèrent des rôles importants sous le règne de Charlemagne et ses fils; citons notamment Théodulf d'Orléans (Thiudulf), Agobard de Lyon, ou encore Wittiza, fils d'un noble wisigoth de Septimanie et futur religieux sous le nom de saint Benoît d'Aniane.
En Espagne, les Wisigoths furent plutôt bien considérés dans l'enseignement de l'Histoire, compte tenu du processus fondateur de l'État espagnol que fut la Reconquista, ce dont les chroniques mozarabes firent état. Une liste des souverains wisigoths fut même enseignée aux écoliers espagnols durant la période de la dictature franquiste, en tant que moyen mnémotechnique aux fins pédagogiques.
Lors du concile de Bâle en 1434, l'évêque suédois Nils Ragvaldsson et les évêques espagnols se disputèrent la première place en invoquant l'origine gothique de leurs nations respectives. Répliquant à l'évêque de Burgos qui avait évoqué le fait que les Castillans descendaient des Goths,  l'évêque suédois déclara que les siens étaient les vrais descendants des Goths qui s'étaient illustrés dans de nombreuses guerres et avaient conquis Rome ; les Espagnols rétorquèrent que les Suédois, descendaients des Goths qui étaient restés chez eux et n'avaient pas participé à ces faits glorieux, ne pouvaient prétendre à la première place.
Aussi, l'image des Goths dans l'historiographie espagnole est positive et l'apport qu'ils constituèrent n'a été ni oublié, ni dédaigné : les statues de rois figurant sur la place de l'Orient devant le Palais Royal à Madrid, la royauté se réclamant de rois wisigoths très anciens, la région des Asturie, que les Maures ne conquirent pas et qui garda pendant un moment le nom de Gothie, de même que les possessions gothiques dans le sud-ouest de la Gaule pourtant passées aux mains des Francs attestent de cet héritage.

## Influences artistiques

### Archéologie
Recopolis ou Reccopolis (en espagnol : Recópolis) est un site archéologique espagnol wisigotique, situé près du village de Zorita de los Canes, dans la province de Guadalajara en Castille. La ville a été construite par Léovigild (569-586) en l’honneur de son fils  Récarède Ier (586-601). Recopolis est considéré comme l'un des sites les plus importants du Moyen Âge car c'est la seule ville nouvelle construite à l'initiative d'un État au début du Haut Moyen Âge en Europe, selon Lauro Olmo Enciso , professeur d'archéologie à l'Universidad de Alcalá (Espagne).

### Trésors retrouvés
L'objet le plus connu qui nous vient des Goths est assurément le codex argenteus, un luxueux évangéliaire du VIe siècle écrit en langue gotique avec des encres d'or et d'argent sur des feuilles de parchemin, qui furent colorées avec la pourpre du murex. Écrit au VIe siècle en Italie, il est conservé depuis le XVIIe siècle en Suède, à la bibliothèque de l'Université d'Uppsala.
Le mausolée de Théodoric le Grand à Ravenne ressemble un petit peu à celui de Constantin. Les restes de Théodoric ont cependant disparu.

### Orfèvrerie Wisigothique
L'orfèvrerie connaît un grand essor, notamment avec l'atelier royal d'où sortent croix et couronnes votives qui, comme à Byzance, sont suspendues au-dessus des autels. Sont particulièrement remarquables les couronnes votives de Réceswinthe (vers 670) et de Swinthila (vers 625). Celle de Réceswinthe se trouve au Musée Archéologique National de Madrid tandis que celle de Swinthila fut volée dans la nuit du 4 avril 1921 de l'Armurerie du Palais royal en Madrid et n'a pas été retrouvée,. La couronne de Réceswinthe contient le texte RECCESVINTHVS REX OFFERET (« Le roi Réceswinthe l'a offert »). Ces couronnes votives faisaient partie du Trésor de Guarrazar, un trésor d'orfèvrerie composé de couronnes et de croix que plusieurs rois de Tolède ont offert en leur temps aux églises. Il a été retrouvé entre 1858 et 1861 sur le site archéologique d'Huerta de Guarrazar, dans la ville de Guadamur, près de Tolède. Actuellement, les pièces sont réparties entre le Musée de Cluny à Paris, l'Armurerie du Palais Royal, et le Musée Archéologique National, tous deux à Madrid.

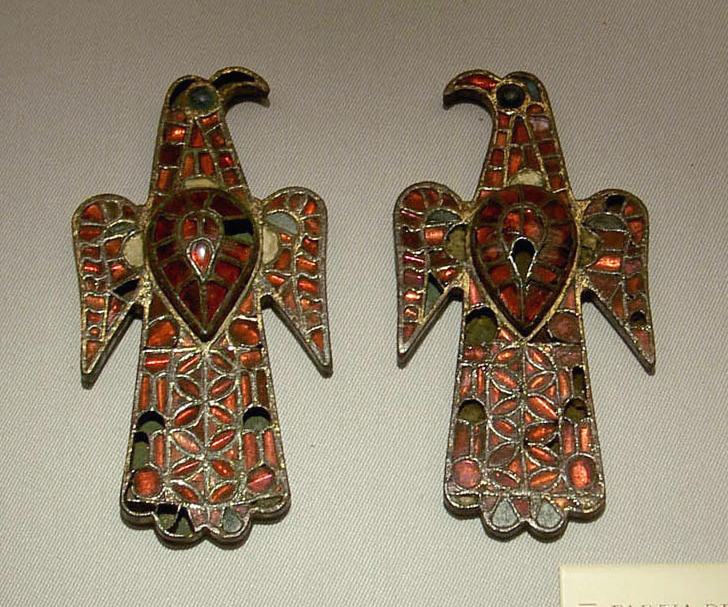
Fibules hispano-wisigothiques, Tierra de Barros- Espagne. Walters Gallery, Baltimore.

Les fibules aquiliformes (en forme d'aigle) qui ont été découvertes dans des nécropoles telles que Duraton, Madrona ou Castiltierra (villes de Ségovie), d'une grande importance archéologique, sont un exemple indubitable de la présence wisigothe en Espagne. Ces fibules étaient utilisées individuellement ou par paires comme fermoirs ou épingles pour joindre les vêtements. Elles montrent toute la qualité du travail des orfèvres de l'Hispanie wisigothe.
Des boucles de ceinture trouvées en Espagne sont pour des historiens tels que G.G. Koenig à la mode danubienne des Ve – VIe siècles. Pour le professeur français Michel Kazanski, cette mode s'est développée au nord de la mer Noire vers l'an 400 et les peuples germaniques l'ont ensuite apporté à l'Ouest.

### Architecture Wisigothique
Elle a une stylistique remarquable: l'arc outrepassé (arc en fer à cheval), caractéristique la plus marquante de l'architecture wisigothique. Cette caractéristique sera copiée par les musulmans.
Le diamètre de l'arc est plus large que l'espace entre les piliers qui le soutiennent. 

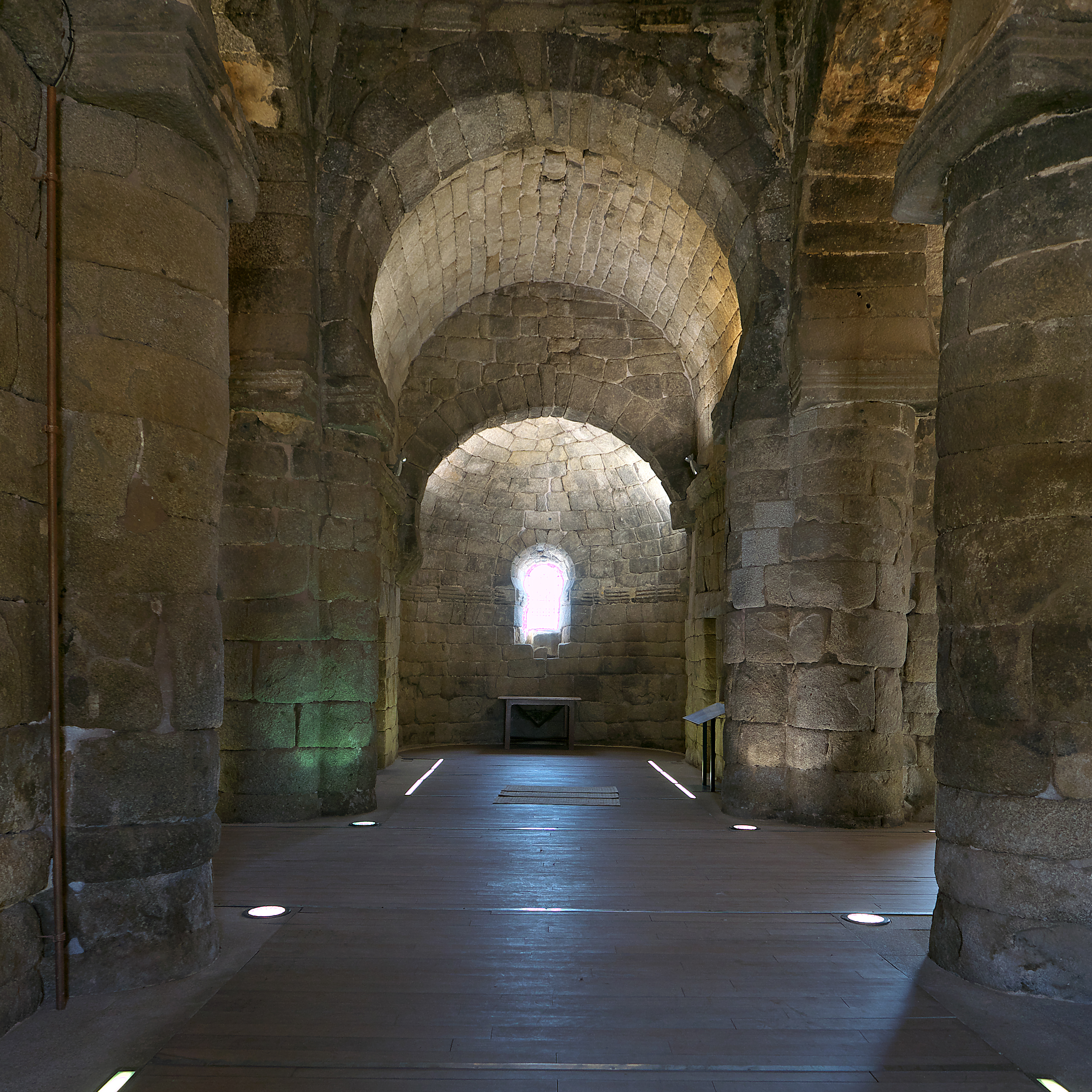
Interieur de l'église wisigothe de Santa Maria de Melque, Espagne.

Certains de ces édifices de l'architecture wisigothe sont parvenus jusqu'à nous : l'ermitage de Sainte-Marie de Quintanilla de las Viñas à Burgos, l'église de San Pedro de la Nave, l'église de Santa María de Melque à San Martín de Montalbán, l'Église Saint-Jean-Baptiste de Baños de Cerrato à Venta de Baños de type basilique latine, les églises de San Martín et Santa Comba de Bande, toutes deux de style plus ou moins byzantin en forme de croix grecque, l'église de Santa Lucía del Trampal à Alcuéscar, la crypte de la cathédrale San Antolín à Palencia, l'église de San Cugat del Vallés dans la banlieue de Barcelone, bâtie au VIe siècle, et au Portugal la chapelle de São Frutuoso de Montélios près de Braga.

## Influences linguistiques

### Disparition du gotique
La langue des Goths cesse d'être couramment utilisée à partir de la seconde moitié du VIe siècle en raison des défaites wisigothes face aux Francs, de la disparition des Goths d'Italie (les Ostrogoths). La conversion au catholicisme des Wisigoths et l'immersion minoritaire au sein d'une population très romanisée favorisèrent cette disparition.
Cette langue aurait néanmoins survécu au moins jusqu'au milieu du VIIe siècle en Espagne mais Walahfrid Strabo, abbé de Reichenau, mentionne qu'au début du IXe siècle, elle est encore parlée sur le cours inférieur du Danube et dans les montagnes isolées de Crimée. C'est un isolat de population parlant le gotique qui subsista en Crimée jusqu’au XVe siècle.
Le gotique se classe donc parmi les langues mortes.

### Transmissions du gotique dans leslangues vernaculaires

#### Noms communs issus du gotique
Les Wisigoths sont immergés dans une population profondément romanisée et la culture romaine qui connaît une brillante renaissance sous Isidore de Séville reste vivante et attractive. Les apports gotiques sur les parlers locaux sont donc marginaux, limités à quelques mots du vocabulaire, par exemple :
- gans (oie) → ganso (espagnol, portugais) mais auca en occitan et oca en catalan,
- triggwa (trève) → tregua (espagnol, portugais), mais trèva, du francique, en occitan.

Le vocabulaire des couleurs dans la zone wisigothe a subi peu d'influence gotique, contrairement à l'italien et au français, essentiellement :
- blank (blanc) → blanco (espagnol), branco (portugais), blanc (catalan ; occitan, coexistant avec cande d'origine latine)
- protogermanique *ʒræwaz > got. ? (gris) → gris (espagnol, occitan, catalan), grisalho (portugais)

### Influence sur l'onomastique

#### Anthroponymes issus de l'aristocratie gothique
Les noms des élites wisigothes se sont bien maintenus dans les prénoms ibériques , tels que :
- Adolfo, de adal (« noble ») et wulf (« loup »)
- Alberto ou Adalbert, de adal (« noble ») et berth (« brillant, célèbre »)
- Alfonso, de all (« tout ») et funs (« préparé »)
- Alvaro, de all (« tout ») et varo (prévenu)
- Rodolpho, de hrod (« gloire ») et wulf (« loup »)
- Rodrigo, de hroth (« gloire ») et ric (« puissant »)

### Toponymes gotiques ou contenant un élément gotique
Les études de toponymie ont identifié une influence germanique dans les noms de localités occupées par les Wisigoths. Elle se marque dans la toponymie occitane le plus souvent par le suffixe -ens, -enx, -ans et -ein, dérivant du suffixe germanique -ing-os signifiant une appartenance :
- Guitalens (Tarn) dérivant de Witilo + ingos, Mourenx (Pyrénées-Atlantiques), Escatalens (Tarn-et-Garonne), etc.

On note une grande concentration de noms de lieux en -ein dans la communauté de communes du Castillonnais en Couserans qui a pu être interprétée par une survie plus tardive de la langue gotique dans cette région jadis isolée, mais cet isolement fait plutôt supposer une origine basque (comme dans le val d'Aran proche) :
- Argein, Aucazein, Audressein, Augirein, Illartein, Salsein, Sentein, Uchentein, etc.

Il s'agit en fait d'un trait typique de la toponymie gasconne, partagé avec les toponymies basque ou ariégeoise, et dont l'étendue ne correspond pas avec la zone d'influence gothique.
D'autres noms de lieu du Sud-Ouest de la France, voire du Sud-Est paraissent par contre clairement rattachés aux Goths, mais avec un appellatif mérovingien -villa (du latin villa rustica) qui a donné -viala, -vielle, -fielle ou -ville-.
- Gourville (Charente), Goudourville (Tarn-et-Garonne), Villegoudou (Charente)
- Aucamville, Endoufielle, Estarvielle, etc.

D'autres sont dérivés du nom d'une personne :
- Bruniquel (Tarn-et-Garonne), dérivé de Brunehilde
- Gammal « vieux », hameau de Molières-sur-Cèze (Gard)

À l'inverse, la toponymie basque ignore les noms basés sur le suffixe -ingos, ce qui coïncide avec l'absence de domination gothique sur les Basques.